# Einbeck
Einbeck, en baix alemany Eimbeck o Aimbeck, és una ciutat hanseàtica a l'estat de Baixa Saxònia a Alemanya. Està situada a la confluència dels rius Ilme i Krummes Wasser i del canal Mühlenkanal. L'any 2013 tenia 31.591 habitants.

## Història

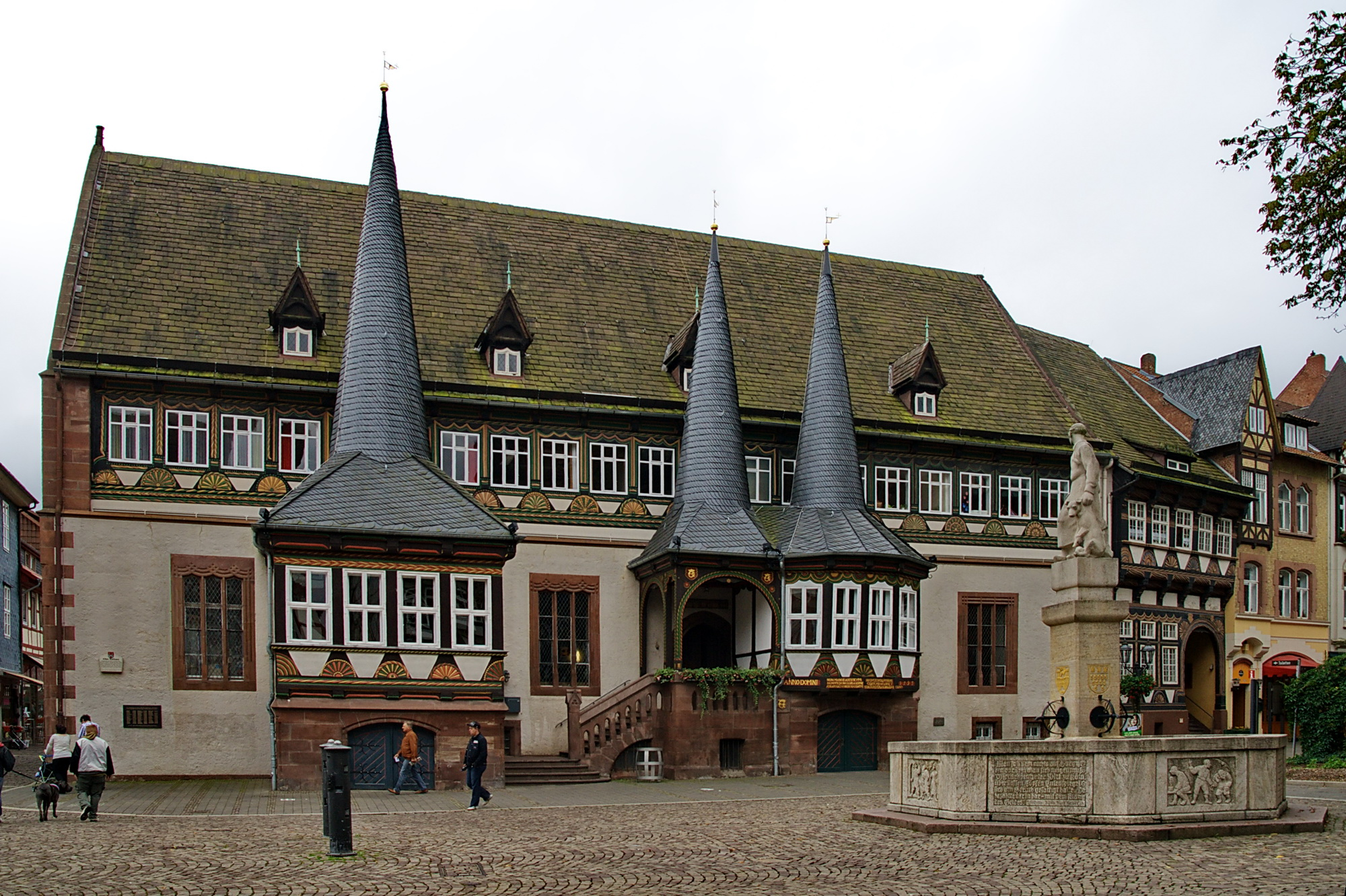
L'antiga casa de la vila amb les tres torres i la fontana de Till Eulenspiegel

Els orígens d'Einbeck es troben en una petita localitat anomenada en baix alemany d'aleshores Eimbeeke. El sufix -beeke refereix al rierol Krummes Wasser, el sentit del prefix Ein/Eim és incert. El primer esment escrit in loco Einbike data del 1158 i es troba a l'acte d'una transacció de terres de Frederic I del Sacre Imperi Romanogermànic dit Barba-roja. El comte Teodoric II de Katlenburg i la comtessa Gertrud de Braunschweig van fundar una col·legiata dedicada al màrtir Alexandre de Roma. De l'altre costat del riu va crear-se un mercat i una segona església.
El 1252 el poble va obtenir drets de ciutat. El riu va ser terraplenat i desviat a l'entorn de la nova muralla. El 1279 el duc Enric I de Braunschweig-Grubenhagen va estendre els drets i privilegis. 700 cases van obtenir el patent de fabricar cervesa. La indústria va desenvolupar-se i el consell de la ciutat va organitzar la comercialització de la part de la producció non utilitzada per a l'ús personal.
El 1368 la ciutat va afiliar-se a la lliga hanseàtica, el que va contribuir a una prosperitat i una edat d'or que va durar fins al Segle XV. A aquesta època, Einbeck era més llarga que Hannover. Per a protegir el camp a l'entorn fora de la muralla la ciutat va construir un landwehr: un talús baix plantejat de bosc dens dels quals van entreteixir les branques i torres de guarda a les carreteres estratègiques.
De les torres només queden uns topònims que permeten de seguir el curs d'aquesta línia de defensa a un mapa: Kuventhaler Turm, Klapperturm, Pinkler, Reinserturm, Leineturm, bei der Landwehr...
Dos incendis llargs, el 1540 i el 1549 van destruir quasi tota la ciutat. La majoria dels edificis són doncs posteriors a aquesta catàstrofe. La Guerra dels Trenta Anys va comportar una nova vaga de destruccions d'un centenar de cases i significar l'ocàs de la ciutat. Durant la Guerra dels Set Anys van fer saltar les muralles. Va durar fins al segle xvii abans que el desenvolupament de la indústria del tèxtil va contribuir a una renaixença.
Durant l'annexió francesa (1807-1813) la ciutat va ser la seu d'una subprefectura. El 1826, el barri de Neustadt va cremar. El 1885 va esdevenir la seu de landkreis Einbeck que el 1974 es va fusionar amb el districte de Northeim. Al mateix any, 27 municipis rurals es van fusionar amb la ciutat.
El 1946, la població es va doblar amb l'arribada de persones de parla alemanya expulsades de Silèsia, un territori que la Conferència de Potsdam va atribuir per a la major part a Polònia.

## Geografia i economia

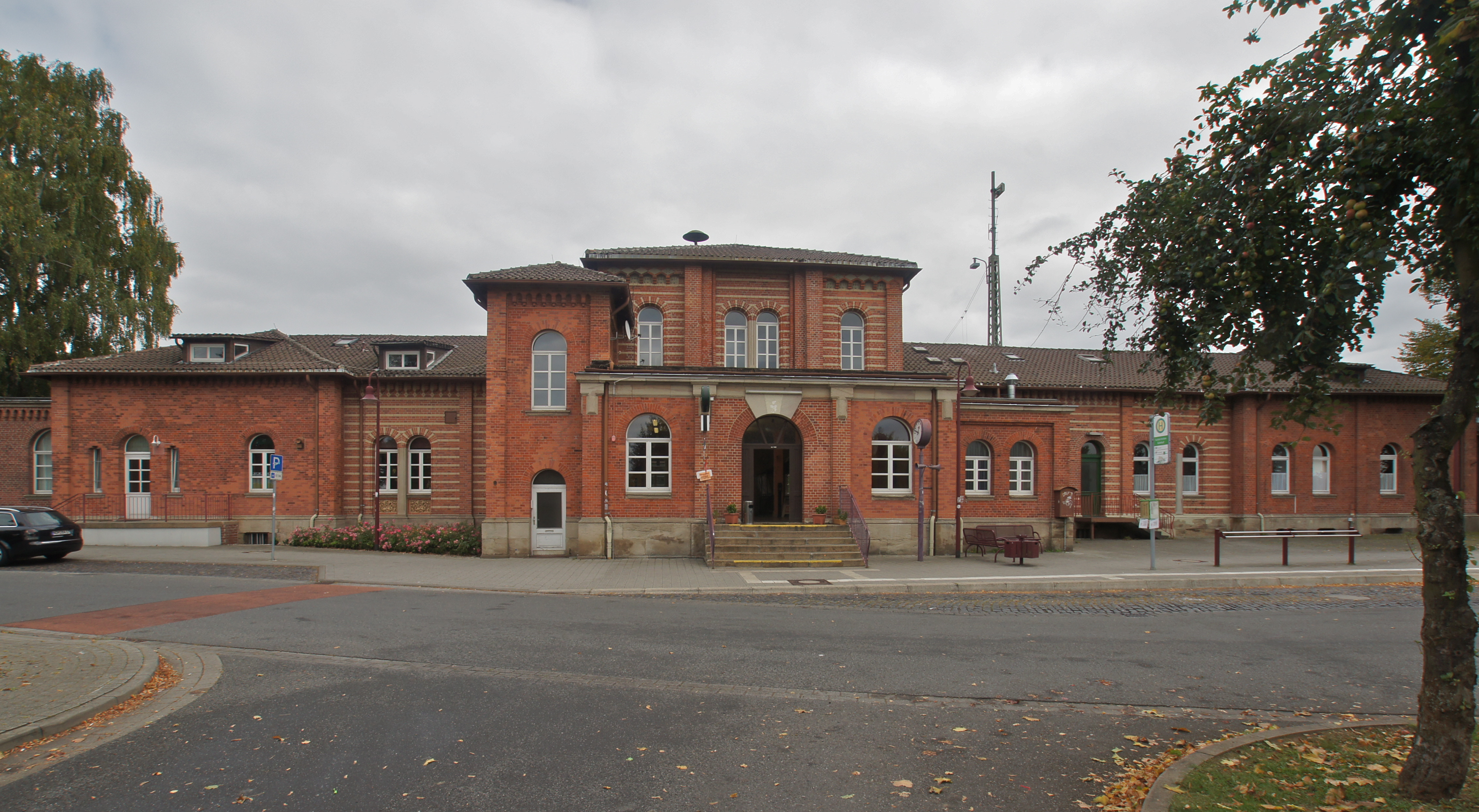
L'estació de Salzderhelden
(Up den Saulte)

La ciutat de Einbeck està situada a la vall que formen els rius Krummes Wasser i Ilme, prop dels boscos d'Einbeck i Northeim. Una desena de rierols a valls suaus, excepte la vall molt abrupte del Krummes Wasser a la barriada de Kuventhal, caracteritza les afores. La ciutat és un important centre industrial dedicat principalment a la fabricació de cervesa i de components per a la indústria de l'automòbil. Des d'uns anys, un molí artesanal va prosseguir una indústria centenària que havia desaparegut: la fabricació de mostassa. Fins al 1995 hi havia una fàbrica de bicicletes reputada; El centre històric quasi intacte i les restes de les muralles d'un costat i els senders per a ciclistes i vianants a les barriades rurals formen la base d'una indústria turística.
El municipi està creuat, a la seva zona occidental, per la carretera federal Bundestraße 3 de Buxtehude a Weil. L'estació de trens del centre va ser condemnat el 1984 i només serveix per al transport de mercaderies i trens històrics especials. L'estació més propera es troba a la línia Hannover-Göttingen al nucli de Salzderhelden. Els aeroports més propers es troben a Hannover, Kassel i Paderborn.

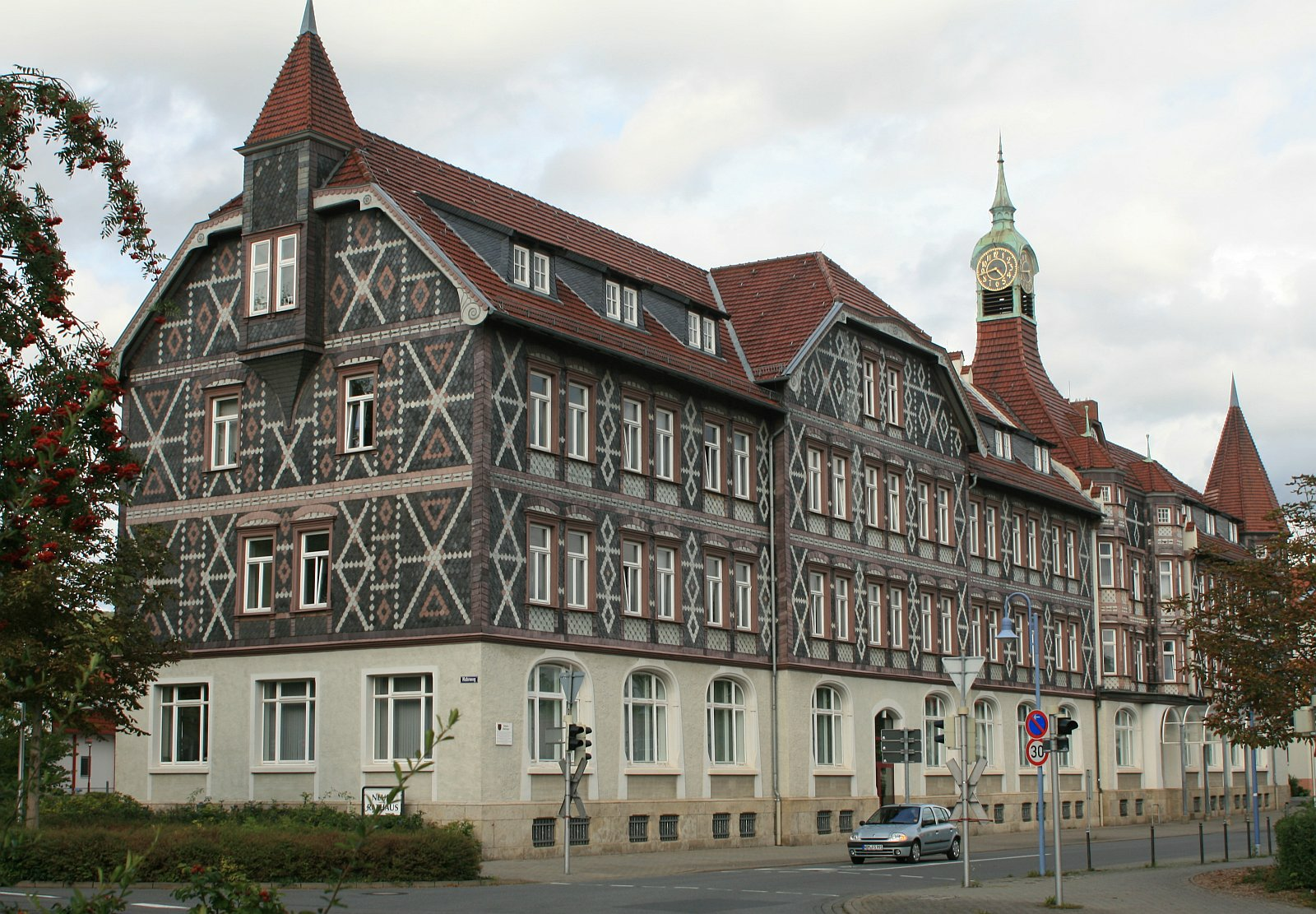
Casa de la vila nova d'Einbeck, una antiga caserna prussiana (Segle XIX)

### Nuclis
| - Andershausen - Avendshausen - Bartshausen - Brunsen - Buensen - Dassensen - Dörrigsen - Drüber | - Edemissen - Hallensen - Holtensen - Holtershausen - Hullersen - Iber - Immensen - Kohnsen | - Kuventhal - Naensen - Negenborn - Odagsen - Rengershausen - Rotenkirchen - Salzderhelden - Strodthagen | - Stroit - Sülbeck - Vardeilsen - Vogelbeck - Voldagsen - Volksen - Wenzen |

### Hidrografia
| - Aue (Rebbe) - Beke - Diesse - Hillebach - Ilme - Krummes Wasser | - Leine - Mühlenkanal - Rebbe - Rotte - Stroiter Bach |

## Llocs d'interès
Quasi totes les cases del nucli històric estan construïdes amb entramat de fusta amb policromia i escultures molt riques. La ciutat es troba al circuit turístic de l'entramat de fusta.
- Einbecker Brauhaus
- Església d'Alexandre
- Església de Jaume o del Mercat
- El museu Stadmuseum amb la seva col·lecció de 80 bicicletes històriques
- El passeig al llarg de les muralles
- L'Aqüeducte del Mühlenkanal
- La ruïna del castell Heldenburg a Salzderhelden

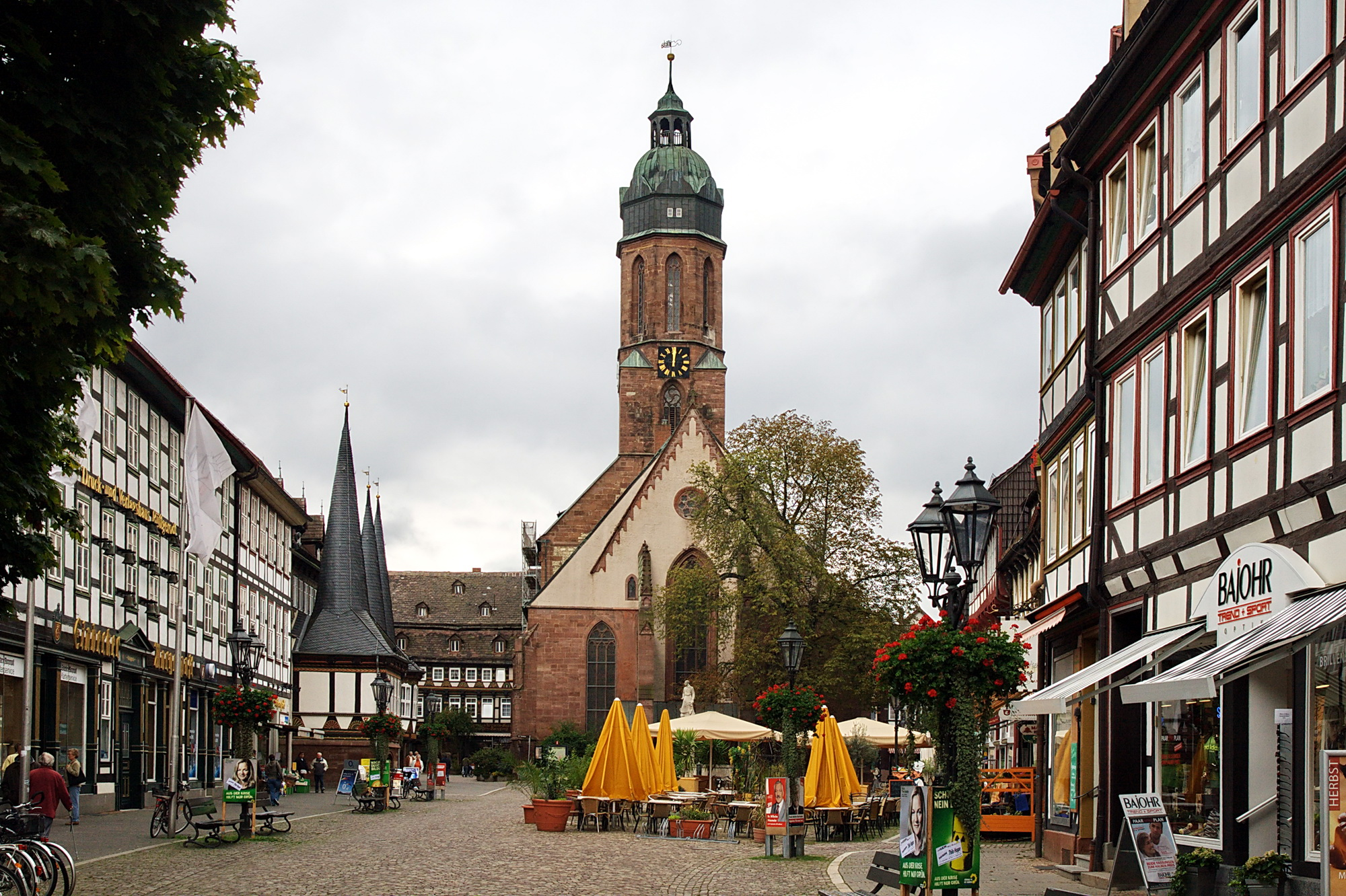
La plaça del mercat
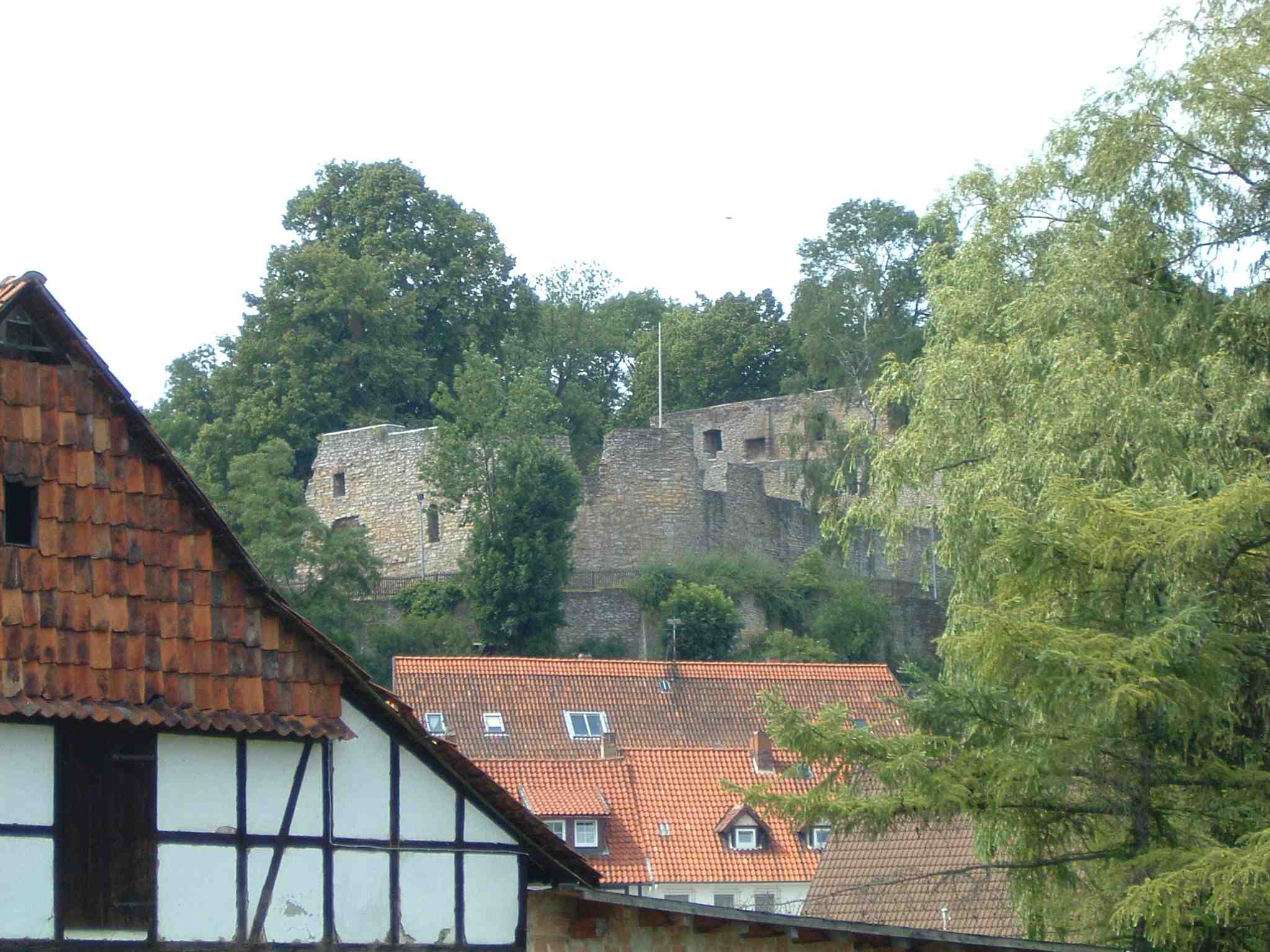
El castel Heldenburg
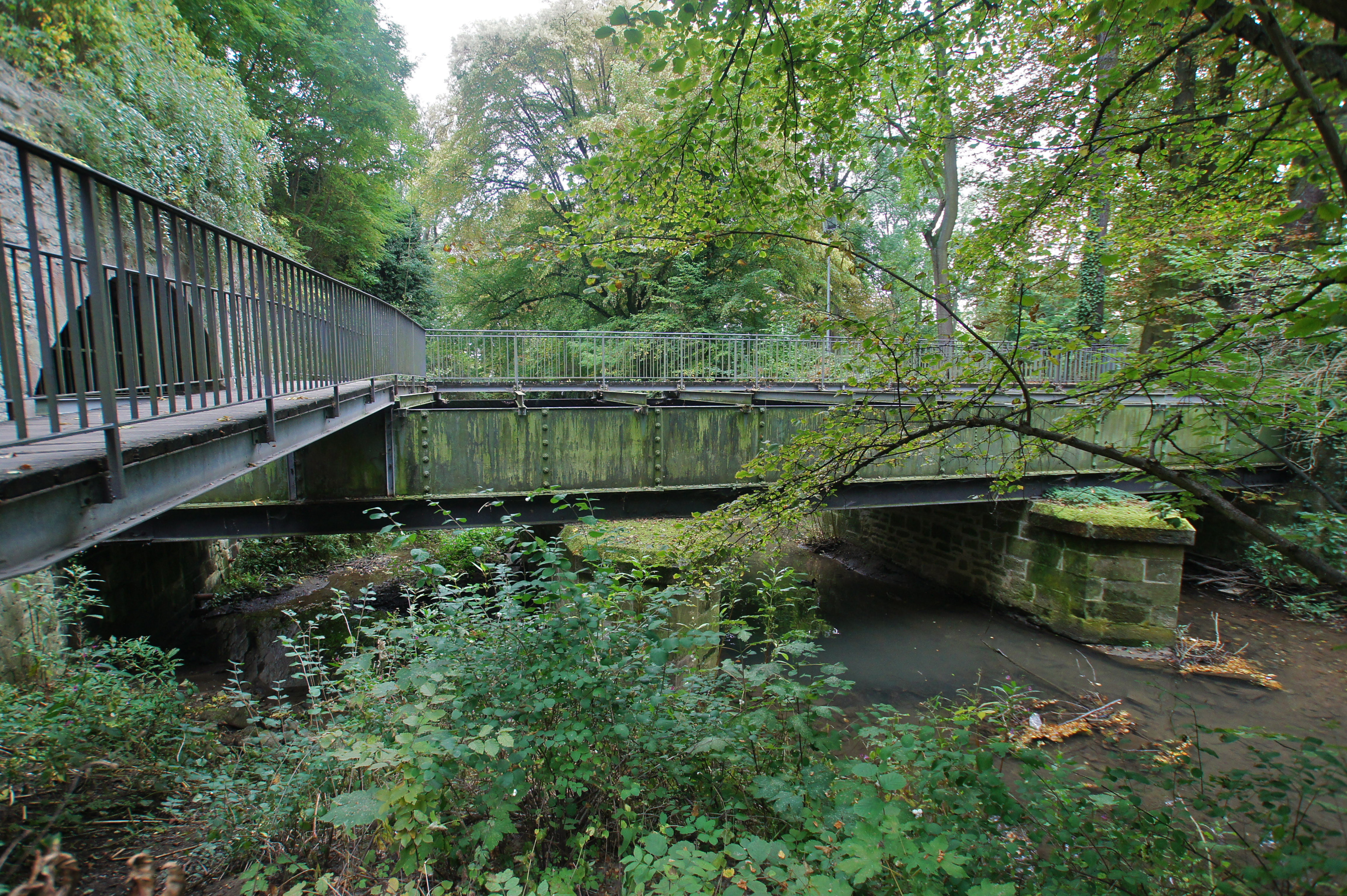
L'aqüeducte del Mühlenkanal damunt el Krummes Wasser
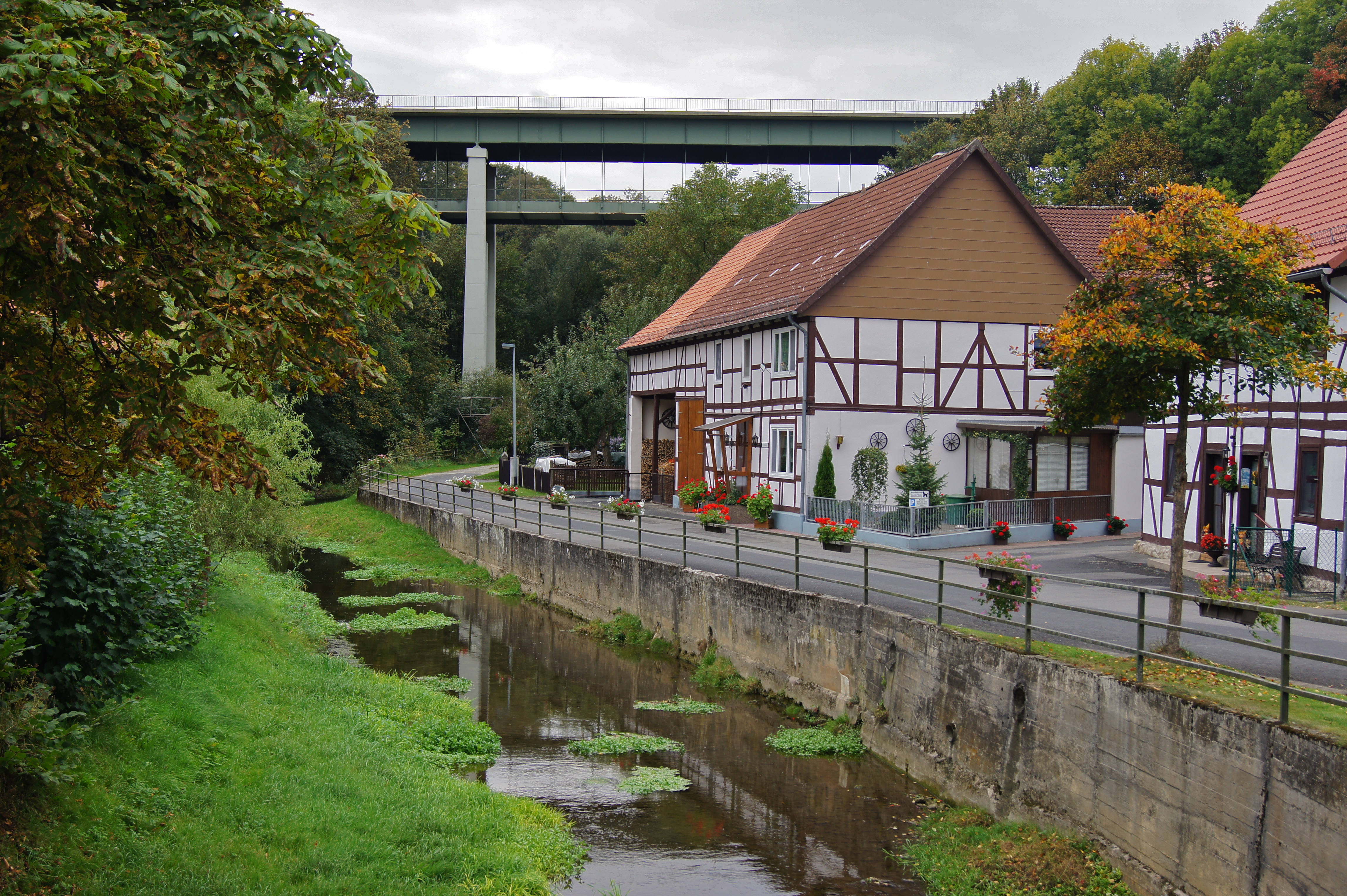
Kuventhal
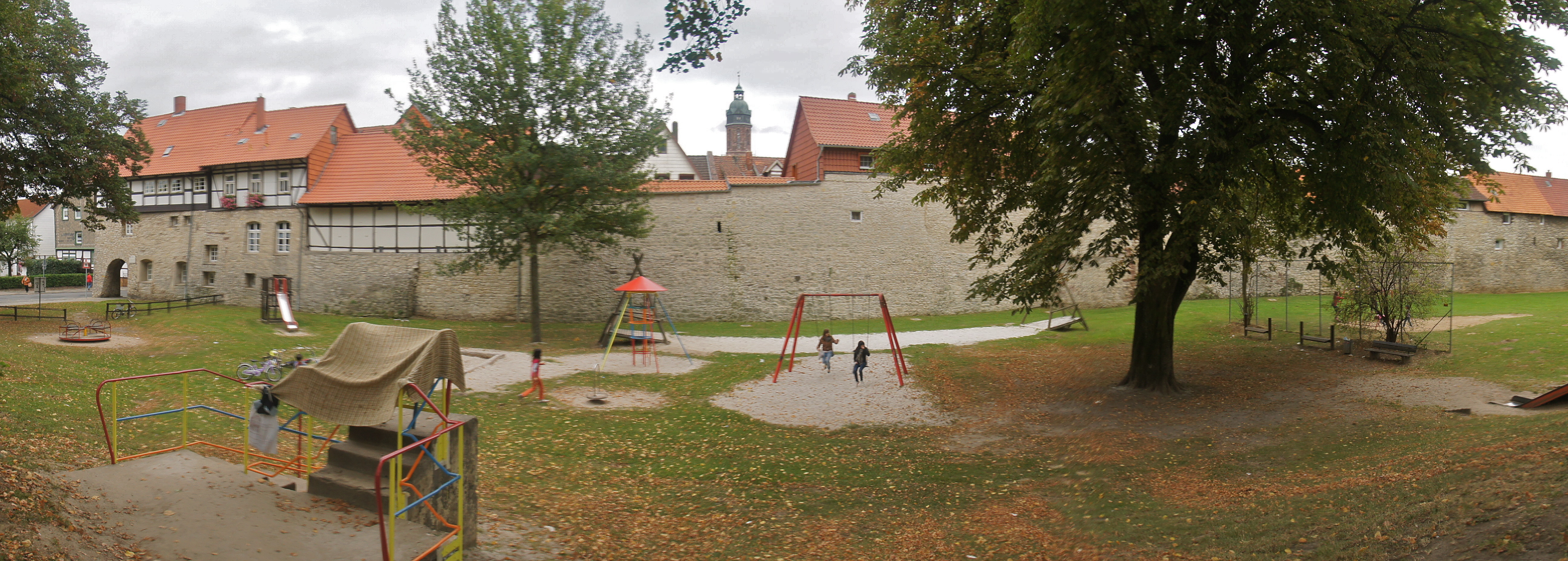
El passeig fora de la muralla prop del porta Tiedexer Tor
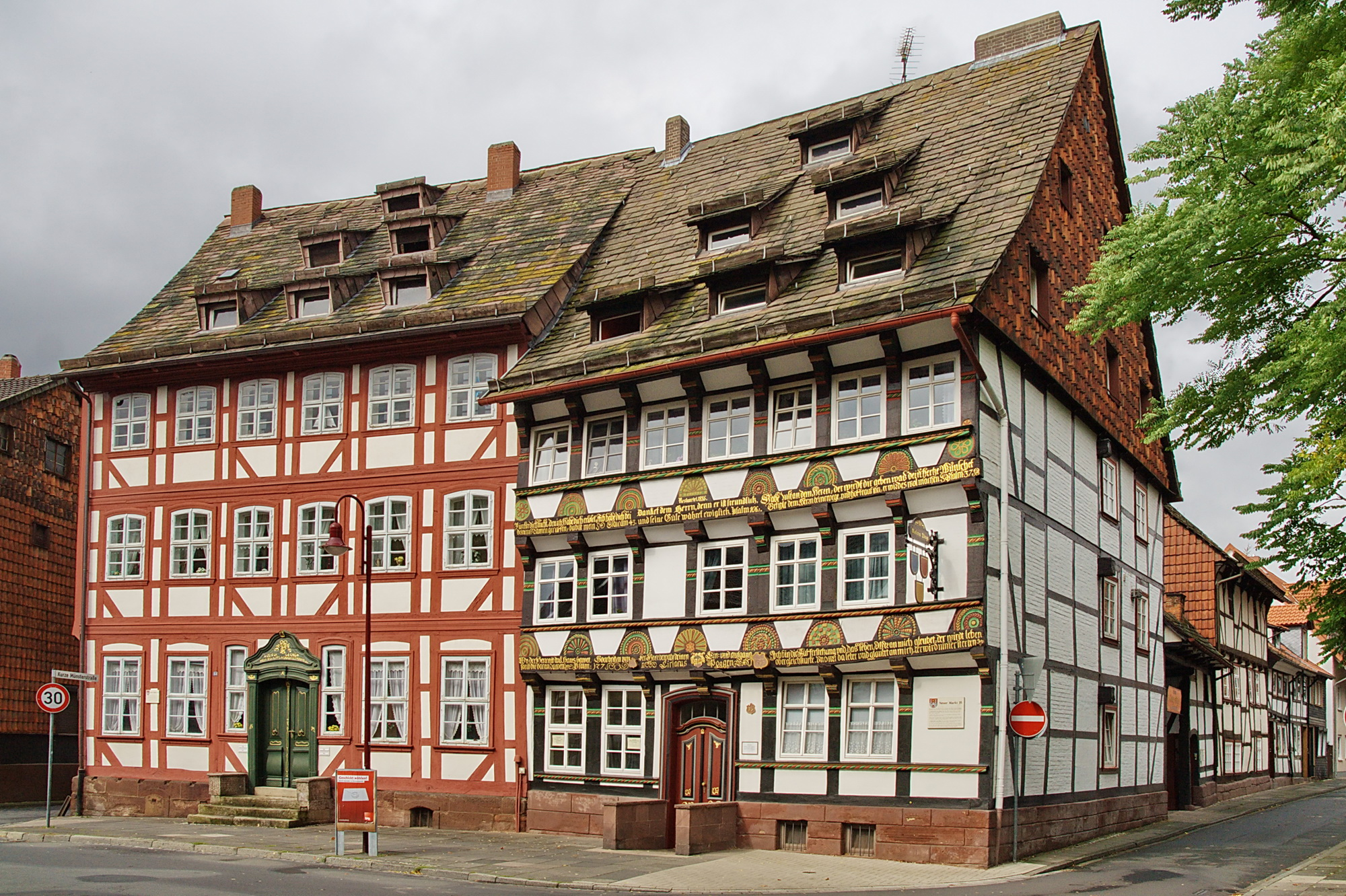
Cases amb entramat de fusta
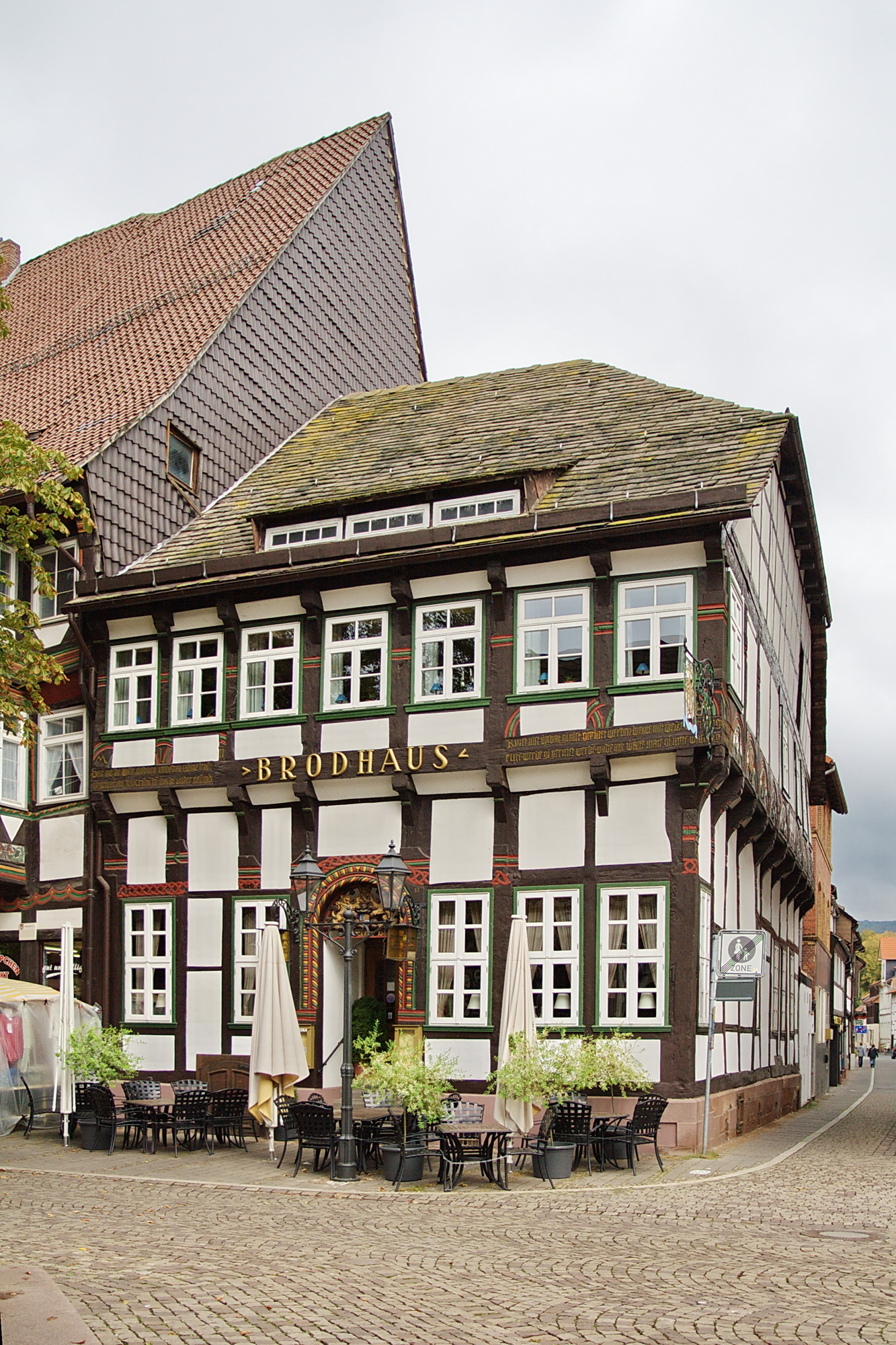
El Brodhaus (casa del pa)
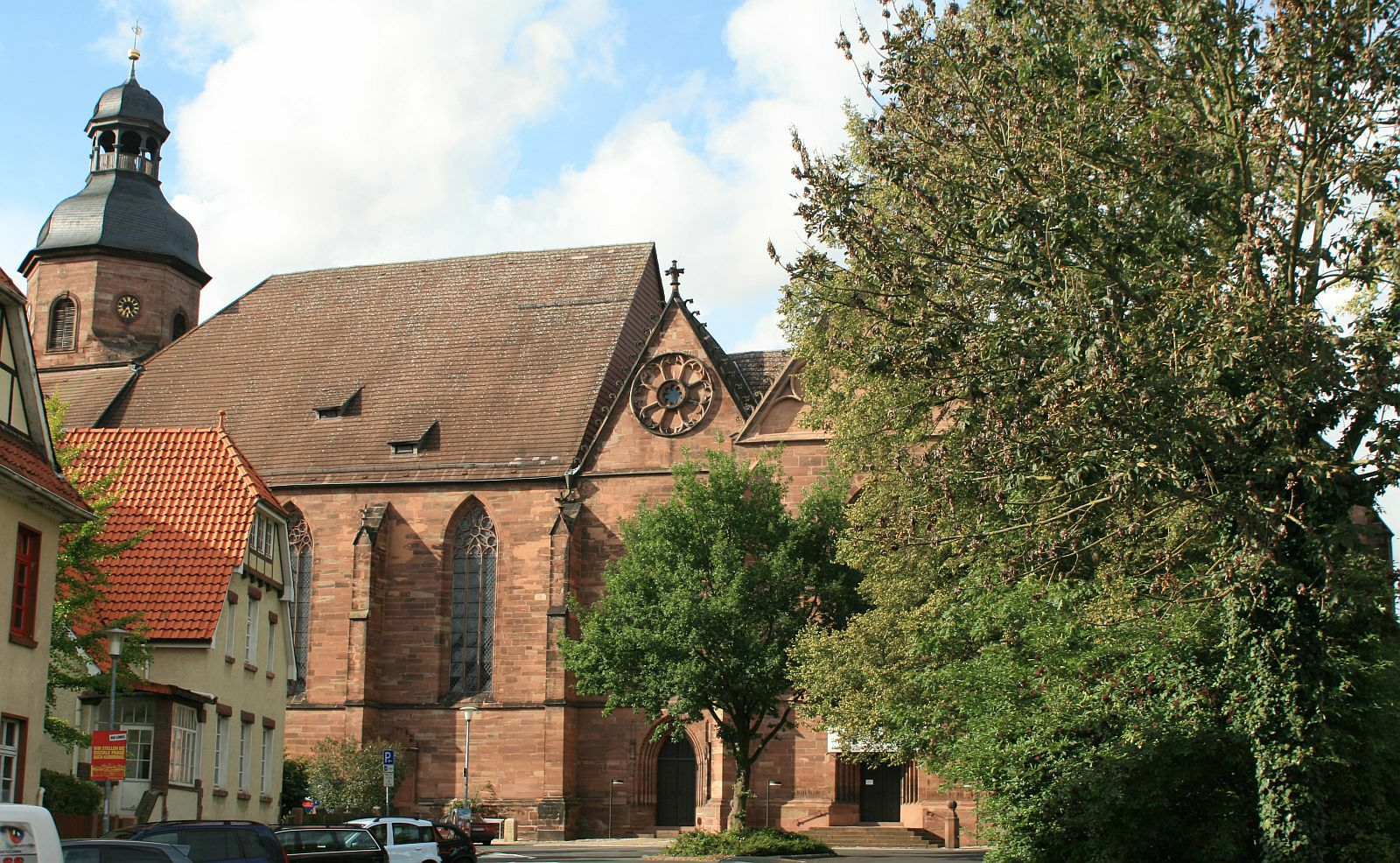
Església d'Alexandre
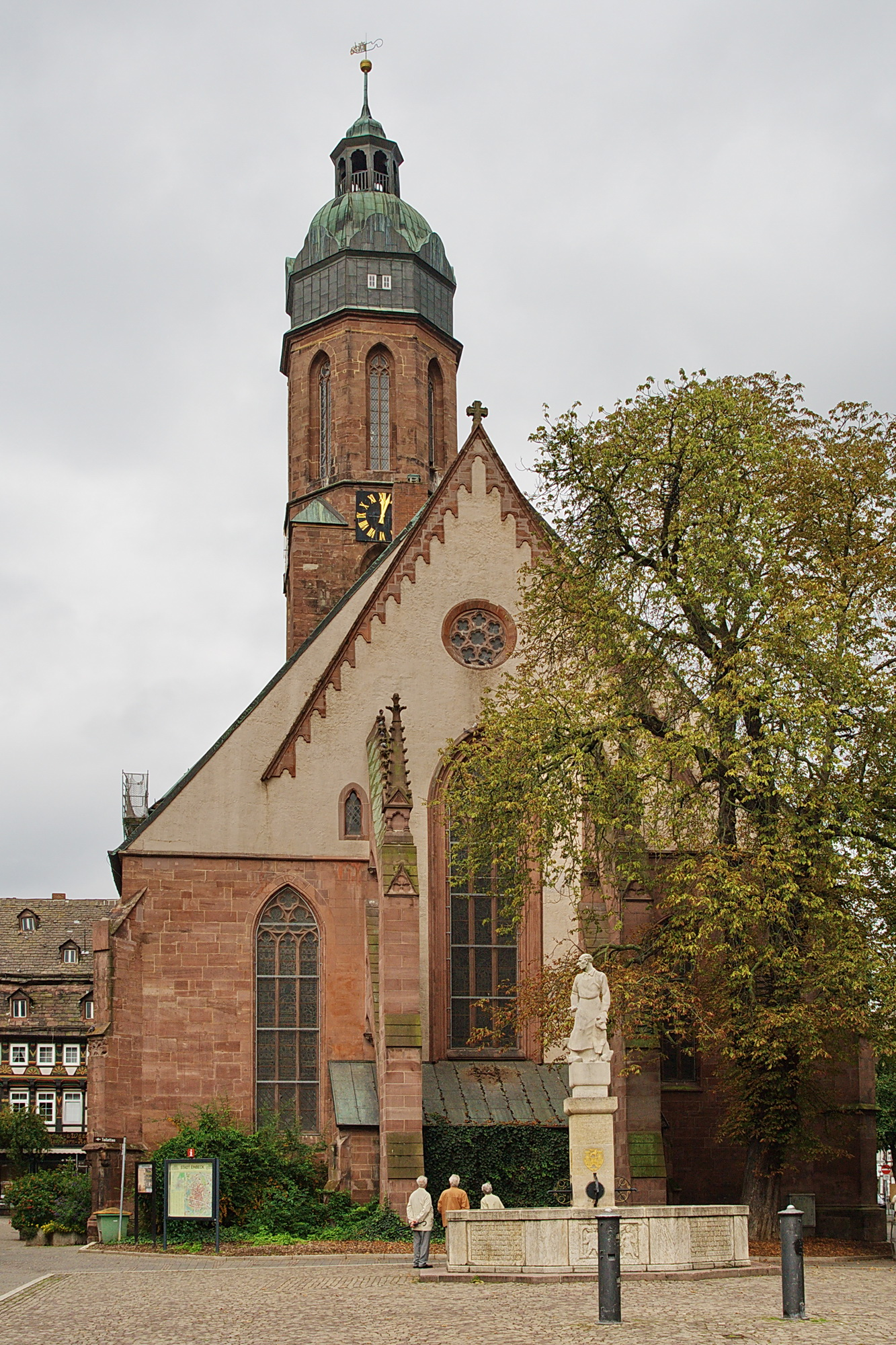
Església de Jaume dita església del mercat
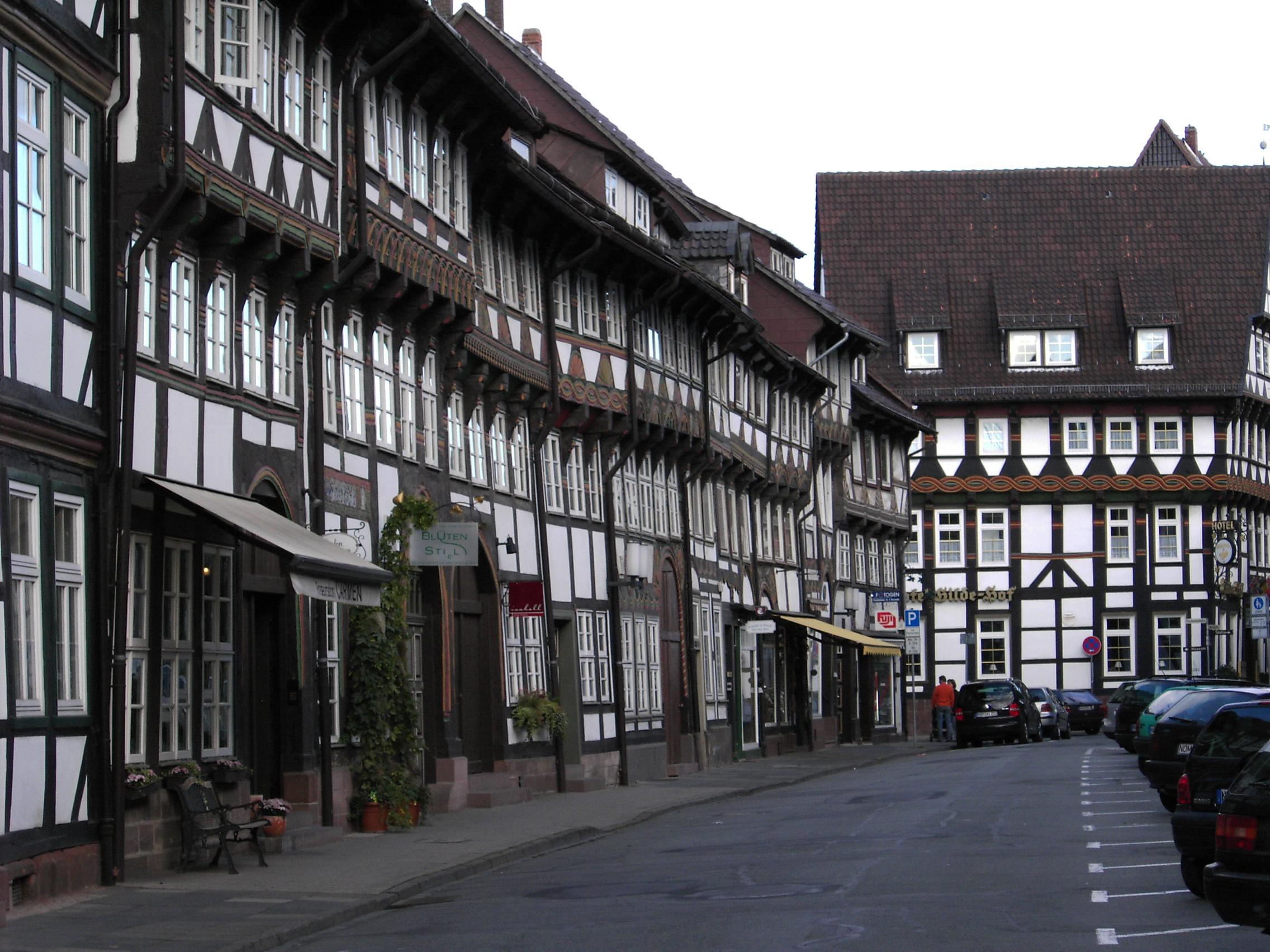
Un conjunt de cases d'entramat de fusta al carrer Tiedexer Straße
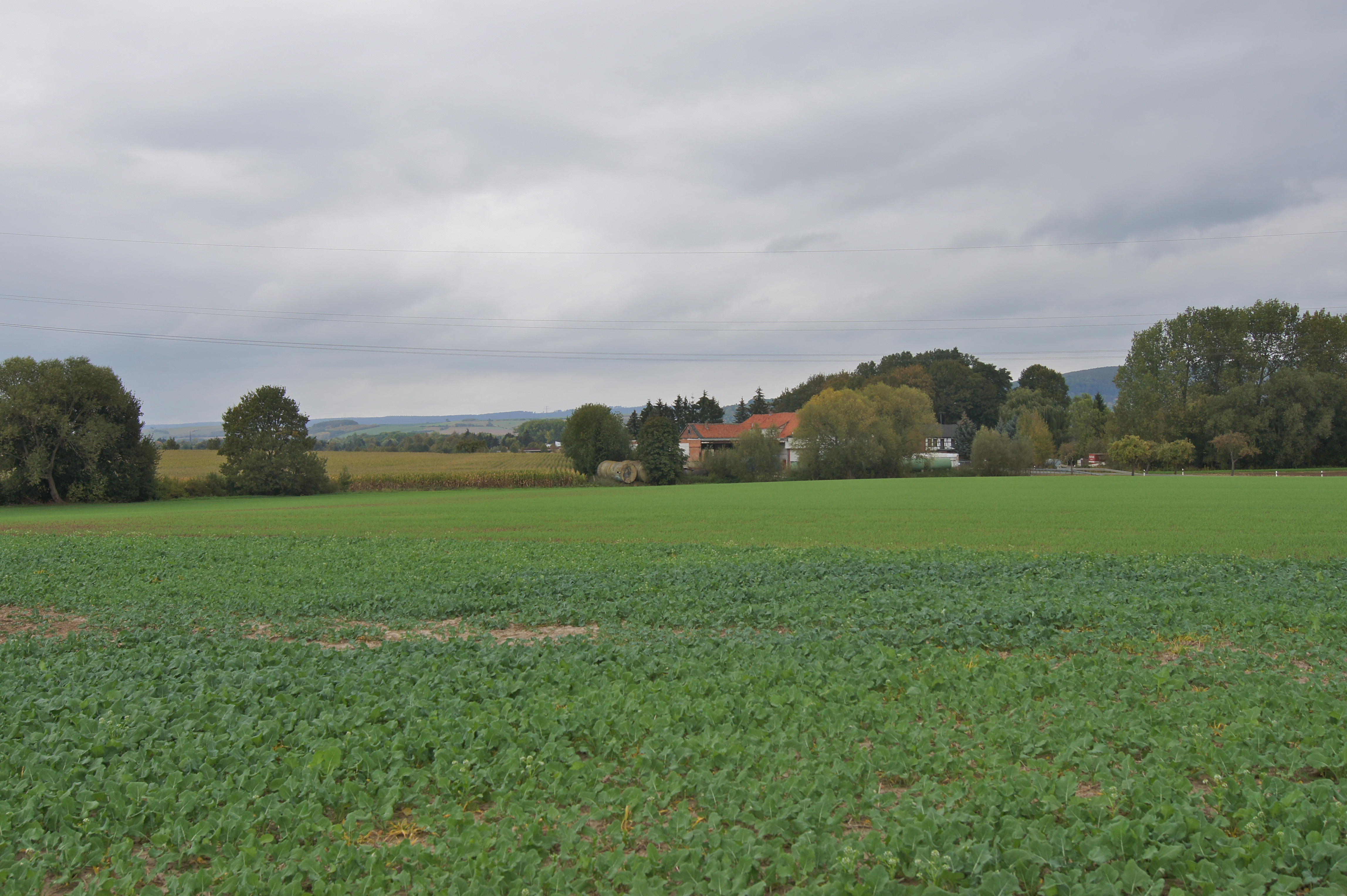
El riu Rebbe al lloc dit Reinserturm a l'antic landwehr de la ciutat

## Ciutats agermanades
La ciutat de Einbeck manté relacions d'agermanament amb les següents localitats:
- Paczków, (Polònia), des de 1954
- Thiais, (França), des de 1962
- Artern, (Saxònia-Anhalt), des de 1990
- Keene (Nou Hampshire), Estats Units des de 2002
- Topoľčany, Eslovàquia